# Monostychia
Monostychia is een geslacht van uitgestorven zee-egels uit de familie Clypeasteridae. Vertegenwoordigers van dit geslacht zijn slechts als fossiel bekend.